# Galceran V de Pinós el Jove
Galceran V de Pinós, dit el Jove (? - 1295/96), fou un noble, senyor (1277-1295/96) de les baronies i castells de Pinós, Bagà, Lavansa, Ponts, Ossera, Josa, Sant Romà, Albesa, Menàrguens, Gósol, Vallmanya, l'Espà, Saldes, Querforadat, Gisclareny, Alguaire, Lillet, Tàrrega, Talteüll, Fórnols, Sant Jaume, Llevança, Gaià i Llo Sant Martí dels Castells, Ansovell, Cava, i els llocs de Gavarrós, Brocà, Barrat, Vilanova, i diversos béns als Prats i a la Manresana.
Fill de Galceran IV de Pinós i d'Esclaramunda de Canet, prengué part en una expedició amb l’exèrcit reial a València el 1255, segurament per sufocar alguna de les revoltes sarraïnes encapçalades per Al-Azraq. El 1266 participà també en la conquesta del regne de Múrcia feta per Jaume I, el qual li encomanà després la guarda d’una part de la frontera valenciana, a Biar, juntament amb altres tres cavallers. El 1269 participà en la Croada a Terra Santa i continuà l’empresa, quan el rei l’abandonà, seguint els bastards reials Ferran Sanxis de Castre i Pere Ferrandis d’Híxar fins a Acre, on lluitaren contra els turcs. L'any 1273, ja tornat de Terra Santa, refusà, com altres nobles catalans, l’ordre reial d’acompanyar el monarca en una expedició d’ajut al rei de Castella contra els sarraïns andalusos, però no persistí en la seva actitud quan aquesta qüestió desembocà en la revolta de la noblesa catalana i ajudà llavors el rei a sotmetre-la. El 1278, juntament amb Ramon d’Urtx, actuà d’intermediari en les convencions entre Pere II el Gran i el comte Roger Bernat III de Foix. Va formar part de l'exèrcit de Pere el Gran durant la Croada contra la Corona d'Aragó, 1283-1285, participant potser en la Batalla de Coll de Panissars.
Com els seus antecessors, afavorí els templers, l'any 1279 confirmà a l'ordre totes les donacions fetes pels seus avantpassats a canvi de 100 sous melgoresos.
Arrendà el 1279, per cinc anys les rendes de Saldes a Joan Cascalls de Berga i a F. De Fenollet. El 1288 donà l'església del castell a Pere Ponç, clergue de Gresolet, que més tard serà nomenat rector de Sant Martí. El 1292, concedia a Jaume Martí, batlle de Saldes, en compensació als serveis rebuts, el delme de llana, formatges, cabrits, anyells, ous, cols, gallines, vedells i polls, reservant-se el de les cuixes dels óssos. El 1293 cedí a Jaume Digo de Bagà el castell de Saldes perquè fes estada permanent amb la seva família, i a canvi l'enfranquia dels serveis d'host i cavalcada, l'eximia de pagar la quèstia i d'haver de fer qualsevol altre servei forçat.

## Núpcies i descendència
Es casà en primeres núpcies amb Mateua de Cervera però no tingueren fills. En segones núpcies es casà amb Berenguera de Montcada. germana de Pere I de Montcada i Aragó, tingueren 9 fills:
- Galceran Galceran de Pinós
- Berenguer Galceran de Pinós, monjo.
- Constança de Pinós casada amb Bernat Amat de Cardona, senyor de Torà i Rupit.
- Bernat Galceran de Pinós
- Sibil·la de Pinós casada amb Bernat Guillem I de Saportella (mort 1321),[4] baró de Lluçà i la Portella.
- Elionor de Pinós casada amb Bernat Ramon de Josa, castlà de Josa.
- Guillem Galceran de Pinós, monjo.
- Pere Galceran I de Pinós, hereu a la Baronia de Pinós.
- Ramon Galceran de Pinós i Montcada (mort 1342), senyor de Torà i Cellers. Casat amb Saura, filla il·legítima de Sanç I de Mallorca i pare de Ramonet de Pinós i Mallorca.

Sembla que també va tenir una filla il·legítima:
- Sibil·la casada amb Joan de Melosa.